# King Solomon's Mines (filme de 1950)
King Solomon's Mines (bra: As Minas do Rei Salomão; prt: As Minas de Salomão) é um filme estadunidense de 1950 do gênero aventura, dirigido por Compton Bennett e Andrew Marton, com roteiro de Helen Deutsch baseado no livro homônimo de Henry Rider Haggard, escrito em 1885.
Como em todas as versões para o cinema, a história do livro foi alterada para a inclusão de uma mulher ao lado do protagonista, Allan Quatermain. Já o personagem do rei africano Umbopa teve a sua importância reduzida. O filme contou com uma sequência: Watusi, de 1959. 

## Sinopse
No final do século 19, o inglês Allan Quatermain trabalha na África como caçador e guia de expedições e recebe uma oferta de trabalho: partir em um safári para localizar o marido de uma rica inglesa, Elizabeth Curtis, que participará da viagem acompanhada do irmão, John Goode. O homem desaparecido deixou uma cópia do mapa que seguia, com a localização das lendárias Minas do Rei Salomão. Quatermain não acredita na autenticidade do mapa e nem que o marido da senhora ainda esteja vivo, mas acaba concordando com o serviço, pelo dinheiro. Percorrendo o interior desconhecido e perigoso da África, o grupo recebe a companhia do misterioso nativo Umbopa. 

## Elenco
- Deborah Kerr...Elizabeth Curtis
- Stewart Granger...Allan Quatermain
- Richard Carlson...John Goode
- Hugo Haas...Van Brun/Smith
- Lowell Gilmore...Eric Masters
- Kimursi...Khiva
- Sekaryongo...Chefe Gagool
- Baziga...Rei Twala
- Siriaque...Umbopa

## Prêmios e Indicações
- Venceu o Oscar nas categorias de melhor fotografia colorida e  melhor montagem e foi indicado para melhor filme.[carece de fontes?]